# バイクワ
バイクワ（梅花・繁殖名:第三シヤエロツク）は、日本の競走馬。1923年に函館競馬場で行われた第2回帝室御賞典に優勝した。

## デビュー前
1920年、北海道日高管内浦河郡産（日高国浦河郡荻伏村産とする資料もある）父は日本最初のリーディングサイアーとなるイボア、母はオーストラリアからの輸入馬バイカ（豪サラ）。バイカは輸入年次・血統共に不詳であるが、明治40年秋・京浜競馬クラブの豪抽新馬として1勝しているらしい、とする説がある。
毛色は鹿毛、流星、珠目二列、沙流上後一白で体高5尺3寸2分であった。

## 競走馬時代
1923年6月15日、札幌競馬場の春季開催第1日第3競走、明四歳内国産新馬で初出走。本馬の他、フロツクス、ハナビシの3頭立てで行われた。
「フロツクス鼻を切つたが梅花能（よ）く之を責て四ハロングに於て遂に之を抜いて二馬身の差を以て一着を占めた」と初出走初勝利を収める。
続く6月16日、開催第2日第6競走、内国産新呼馬に出走。ミンスターとの2頭立てで2着となる。
翌日6月17日、開催第3日第3競走、明四歳内国産新呼馬優勝に出走。レースは新馬で破ったフロツクスとの2頭立て、再戦となった。
「フロツクス鼻を切つたが梅花半哩に於て之を抜いて悠々一着を占め農商務省賞典二百圓及び本會賞金二百圓を得」と再度勝利を収め、通算3戦2勝2着1回の好成績で春季開催を終えた。
なお、札幌競馬春季開催時、馬名はバイクワではなく漢字表記の梅花であった。
函館競馬春季開催（7月）には出走せず、札幌競馬秋季開催に駒を進める。

札幌競馬秋季開催より馬名が片仮名表記のバイクワとなったが、第１日目から片仮名表記の資料と第２日目からの資料があり、正確に変更された日は不明である。
また、鞍上が幌村定吉に変わり、幌村は以降全てのレースで鞍上を務めた。
8月24日、開催第1日第3競走、各内国産馬に出走。一つ年上の異父姉妹であるホツプオンとの2頭立てを制し1着となる。札幌競馬は、秋季開催から馬券発売を再開しており、このレースにおいてバイクワは春季の好成績が人気を集め、配当払戻は10圓につき16圓50銭であった。同日の第9競走、新呼馬障碍ハンデキャップにも出走。マツバ、ミドリとの3頭立てを制し、1日で平地と障害合わせ2勝を挙げた。
8月25日、開催第2日第8競走、新古混合内国産馬ハンデキャップに出走。スミノエ、カイザン、トラヤンフとの4頭立ての2着となる。この時の1着馬スミノエは、前年（1922年）函館で行われた第1回帝室御賞典の優勝馬であった。
8月26日、開催第3日第3競走、障碍優勝ハンデキャップに出走する。ミドリ、カドリ、レツクスとの4頭立てとなった。
「先づスタートを切るやバイクワ先頭となつて進むミドリ、カドリ之を追ふこと甚だ急で六ハロングに至るやバイクワはミドリは外枠より並行する此時殿りのレツクス猛進して障碍迄殆と一團となつた其光景壮絶快絶観衆は動揺めくやがてバイクワは猛然として障碍を飛んで一着を占めた」と勝利を収めた。配当払戻は10圓につき23圓50銭であった。
3日間の開催で4戦3勝2着1回、通算成績を7戦5勝2着2回とし、札幌競馬秋季開催を終えた。

迎えた函館競馬秋季開催は、本来9月に開催予定であったが、9月1日に発生した関東大震災の影響を受け、10月に開催が延期された。先の札幌に続き、秋季開催では競馬法改正により15年ぶりの馬券発売も行われ、大いに盛り上がりを見せていた。開催第2日に帝室御賞典競走が組まれた。
10月5日、バイクワは開催第1日第2競走、各内国産馬に出走する。キンレイ、ダルゲヂー、サカイ、ポリアンサスという5頭立ての1着となる。
函館新聞によると「キンレイ呼び声高しダルゲヂー立後れバイクワ先頭切りキンレイ内枠にありしが惜しや一馬首位の差で二位に入る」とレースの様子を伝えている。2着に入ったキンレイの鞍上は函館孫作であった。
10月6日、開催第2日第5競走、帝室御賞典競走に出走し1着となる。詳細は後述する。
10月7日、開催第3日第2競走、各内国産馬優勝ハンデキャップに出走するも自身初の着外に終わる。
「第二回　古馬のチャンピオンレース距離一哩半、バイクワ、タケゾノ、レツクス、メーミー、サカイ、カドリの六頭立、馬首を立直すこと数回テツプを切りて漸くスタートを切ればレツクス鼻を切りサカイ、タケゾノの順にて何れも大事を取りて一杯に詰め場の半周頃より各懸命に逐ひ込み第四位にあつたメーミー猛然と出て遂に悠々次馬を抜くこと約二十間」とあり、いい所なく敗退した。初の長距離であったが、明確な敗因は不明である。
3日間の開催で3戦2勝着外1回、通算成績を10戦7勝2着2回着外1回として、大正12年の競走を終えた。
その後、大正13年度以降の各競馬倶楽部登録馬名簿に馬名の記載は確認できるが、出走は確認できないため、大正12年の1年間で競走を終えたものと考えられる。

## 帝室御賞典競走

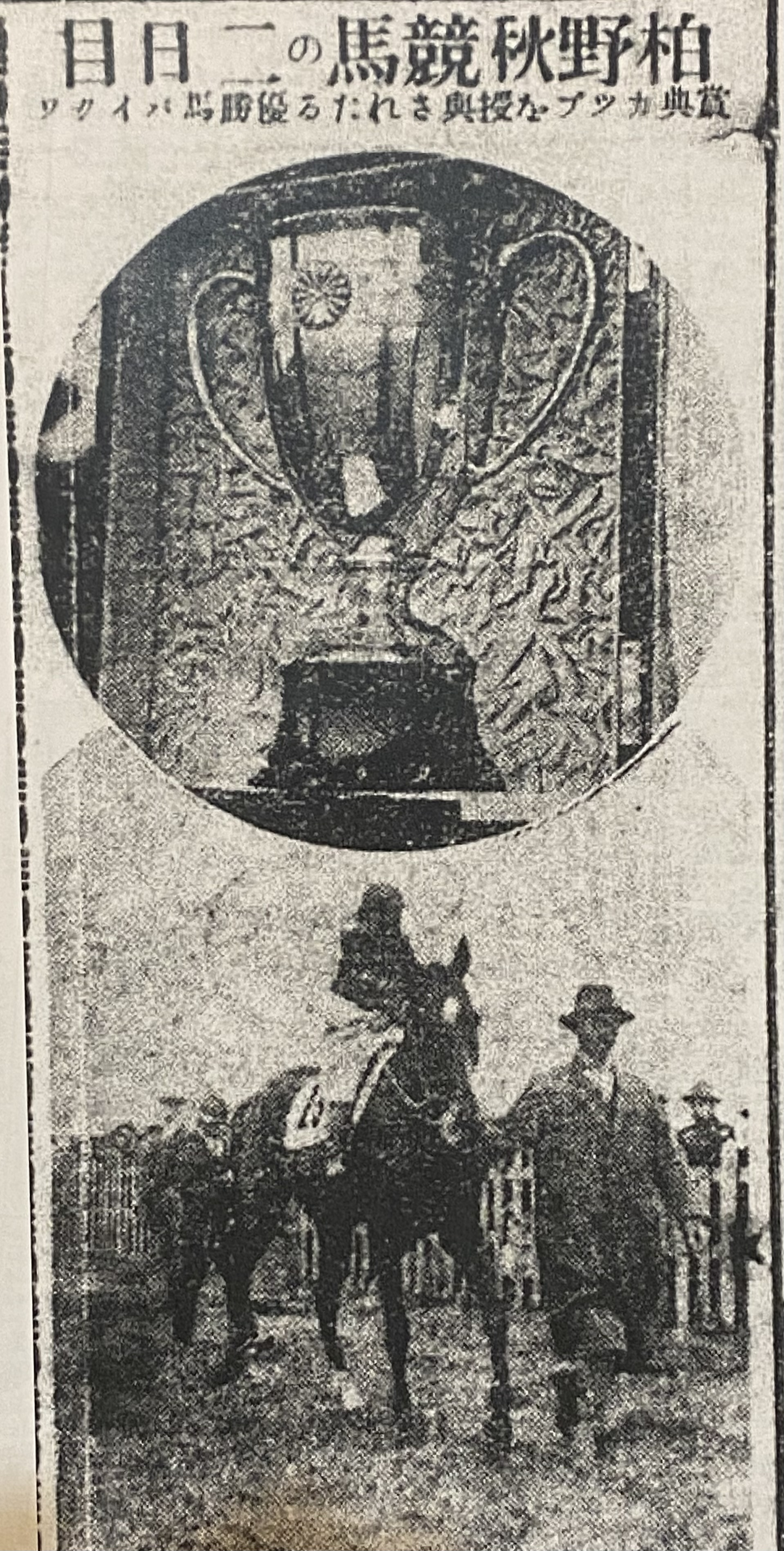
バイクワ号と御紋付洋盃

1923年10月6日、函館競馬倶楽部第66次秋季開催、開催2日目第5競走には、前年度より始まった帝室御賞典競走が組まれていた。函館新聞も紙面を割き「第5競馬新古馬一哩八分の一競走には帝室の賞典もあることで人も馬も勇み競い立って見えた光栄ある賞典は何人の頭上に冠さるるか場内緊張ぶりを示せり」と様子を伝えている。
出走馬はバイクワの他トキツカゼ、レツクス、キンレイ、ハーモニー、ホツプオン、タケゾノの計7頭立てであった。
以下函館新聞による競走内容。
「第5回　帝室御賞典　人も馬も張り切る場内又緊張しトキツカゼ、キンレイ、ハーモニー、ホツプオン、タケゾノ、バイクワ、レツクスの七頭出場スタートで容易に揃はず数回立直すスタート切ればトキツカゼ鼻を切り其の他各セリ合ひ合ひ各一杯詰めて大事を取り殆ど相伯仲し場の半周に至り懸命に馳駆し場の六ハロン半頃よりレツクスバイクワ猛然蹄を鳴らして躍進し来りバイクワはトキツを抜かさんとすればトキツ抜かれずしレツクスまた駆逐し来り各相競ひ相争い此の勝負如何と片唾を呑んで観衆凝視するバイクワ決勝点間際に一鞭高く驀進し遂に半馬身の差を以て優勝すタケゾノ キンレイ期待されしも惜しや敗る」
優勝した馬主の菅原東之進には御紋付洋盃（銀盃）が授与されたが、授与式に菅原はおらず、代理が受け取ったとされる。
なお、払戻は10圓につき72圓10銭の高配当であった。

## 競走成績
※大正十二年度報告書を参考
| 年月日 | 年月日 | 年月日 | 開催場 | 競走名                          | 頭数 | 着順 | 距離（哩） | タイム   | 着差    | 騎手 | 斤量（ポンド） | 勝ち馬/（2着馬） |
| ------ | ------ | ------ | ------ | ------------------------------- | ---- | ---- | ---------- | -------- | ------- | ---- | -------------- | ---------------- |
| 1923   | 06.    | 15     | 札幌   | 明四歳内国産新馬                | 3頭  | １着 | 7/8        | 1:36.0/0 | ２馬身  | 上田 | 125            | （フロツクス）   |
|        | 06.    | 16     | 札幌   | 内国産新呼馬                    | 2頭  | 2着  | 1          |          |         | 上田 | 128            | ミンスター       |
|        | 06.    | 17     | 札幌   | 明四歳内国産 新呼馬優勝         | 2頭  | 1着  | 1          | 1:45.3/5 |         | 上田 | 115            | （フロツクス）   |
|        | 08.    | 24     | 札幌   | 各内国産馬                      | 2頭  | 1着  | 1          | 1:52.0/0 |         | 幌村 | 114            | （ホツプオン）   |
|        | 08.    | 24     | 札幌   | 新呼馬障碍 ハンデキャップ       | 3頭  | 1着  | 1          | 1:48.0/0 |         | 幌村 | 115            | （マツバ）       |
|        | 08.    | 25     | 札幌   | 新古混合内国産馬 ハンデキャップ | 4頭  | 2着  | 1          |          |         | 幌村 | 130            | スミノエ         |
|        | 08.    | 26     | 札幌   | 障碍優勝 ハンデキャップ         | 4頭  | 1着  | 1          | 1:46.0/0 |         | 幌村 | 130            | （カドリ）       |
|        | 10.    | 05     | 函館   | 各内国産馬                      | 5頭  | 1着  | 1          | 1:48.1/2 |         | 幌村 | 128            | （キンレイ）     |
|        | 10.    | 06     | 函館   | 帝室御賞典                      | 7頭  | 1着  | 1 1/8      | 2:00.1/2 | 1/2馬身 | 幌村 | 128            | （トキツカゼ）   |
|        | 10.    | 07     | 函館   | 各内国産馬優勝 ハンデキャップ   | 6頭  | 着外 | 1 1/2      |          |         | 幌村 | 不明           | メーミー         |

馬齢表記は当時のもの

## 血統表
| バイクワの血統（タッチストン系）     | バイクワの血統（タッチストン系）    | バイクワの血統（タッチストン系） | （血統表の出典） | （血統表の出典） |
| 父系                                 | タッチストン系                      | タッチストン系                   | タッチストン系   |                  |
| 父 *イボア Ebor 1905 黒鹿毛 イギリス | 父の父Hackler 1887 鹿毛 イギリス    | Petrarch 1873 鹿毛 イギリス      | Lord Clifden     | Lord Clifden     |
| 父 *イボア Ebor 1905 黒鹿毛 イギリス | 父の父Hackler 1887 鹿毛 イギリス    | Petrarch 1873 鹿毛 イギリス      | Laura            |                  |
| 父 *イボア Ebor 1905 黒鹿毛 イギリス | 父の父Hackler 1887 鹿毛 イギリス    | Hackness 1878 鹿毛 イギリス      | Albert Victor    | Albert Victor    |
| 父 *イボア Ebor 1905 黒鹿毛 イギリス | 父の父Hackler 1887 鹿毛 イギリス    | Hackness 1878 鹿毛 イギリス      | Cicely Hackett   |                  |
| 父 *イボア Ebor 1905 黒鹿毛 イギリス | 父の母Lady Gough 1888 鹿毛 イギリス | Lord Gough 1869 黒鹿毛 イギリス  | Gladiateur       | Gladiateur       |
| 父 *イボア Ebor 1905 黒鹿毛 イギリス | 父の母Lady Gough 1888 鹿毛 イギリス | Lord Gough 1869 黒鹿毛 イギリス  | Battaglia        |                  |
| 父 *イボア Ebor 1905 黒鹿毛 イギリス | 父の母Lady Gough 1888 鹿毛 イギリス | Clear Case 1884 鹿毛 イギリス    | Arbitrator       | Arbitrator       |
| 父 *イボア Ebor 1905 黒鹿毛 イギリス | 父の母Lady Gough 1888 鹿毛 イギリス | Clear Case 1884 鹿毛 イギリス    | Estella          |                  |
| 母 *バイカ 1901 黒鹿毛 （豪サラ）    | 母の父血統不明                      | 不明                             | 不明             | 不明             |
| 母 *バイカ 1901 黒鹿毛 （豪サラ）    | 母の父血統不明                      | 不明                             | 不明             |                  |
| 母 *バイカ 1901 黒鹿毛 （豪サラ）    | 母の父血統不明                      | 不明                             | 不明             | 不明             |
| 母 *バイカ 1901 黒鹿毛 （豪サラ）    | 母の父血統不明                      | 不明                             | 不明             |                  |
| 母 *バイカ 1901 黒鹿毛 （豪サラ）    | 母の母血統不明                      | 不明                             | 不明             | 不明             |
| 母 *バイカ 1901 黒鹿毛 （豪サラ）    | 母の母血統不明                      | 不明                             | 不明             |                  |
| 母 *バイカ 1901 黒鹿毛 （豪サラ）    | 母の母血統不明                      | 不明                             | 不明             | 不明             |
| 母 *バイカ 1901 黒鹿毛 （豪サラ）    | 母の母血統不明                      | 不明                             | 不明             |                  |
| 母系(F-No.)                          | (FN:バイカ系)                       | (FN:バイカ系)                    | (FN:バイカ系)    |                  |
| 出典                                 | 1.                                  | 1.                               | 1.               | 1.               |

母バイカは豪サラ　生年は出典から1901年としたが1903年、1904年の説もある

## 繁殖成績
トツプ（繁殖名：豊花　父：ペリオン 1925年生）は8勝を挙げ、1929年の帝室御賞典・札幌で3着の成績を収める。牡馬の産駒であるトレス（父：ペリオン 1926年生）とミツクニ（父：ペリオン 1931年生）はともに7勝を挙げたが、トレスは1929年の帝室御賞典・札幌でアストラストの2着、ミツクニは1935年の帝室御賞典・札幌でツキタカの2着となり、惜しくも帝室御賞典の母子制覇は成し遂げられなかった。
トツプは1948年第8回桜花賞でハマカゼの2着に入るトツプフライト（父：セフト 1945年生）を輩出した。トツプフライトの末裔にはハートランドヒリュなど。
また、コクチヨウ（父：ルフエーヴル 1938年生）は7勝を挙げ、京都の古呼馬でセントライトに勝利した。
トツプフライトの姉にあたる豊姫（父：ナスノ 1934年生）は28勝を挙げたワカクサ（父：クモハタ 1950年生）を輩出。ワカクサの目立つ勝ち鞍は阪神3歳ステークスと神戸盃程度だが、これはクラシック登録がなかったためである。ワカクサは、同世代の皐月賞・日本ダービーを優勝する二冠馬ボストニアンに勝利したこともあり、クラシック登録がないことを惜しまれるほどの活躍馬であった。ワカクサの末裔にはタマモハイウェイがいる。

## 系図
牡馬には牡の表記をする　顕著な成績は付記する
- バイカ 1901 ---バイカ系始祖 豪サラ
  - テンジヨ 1926
  - ホツプオン 1919
    - ホツプマンナ 牡 1929 …4勝 1934年 帝室御賞典・札幌3着

  - バイクワ（第三シヤエロツク） 1920
    - トレス 牡 1926 …7勝 1929年 帝室御賞典・札幌2着
    - ミツクニ 牡 1931 …7勝 1935年 帝室御賞典・札幌2着
    - トツプ（豊花） 1925 …８勝 1929年 帝室御賞典・札幌3着
      - 豊姫 1934
        - イケヅキ 1947 …7勝 障害10勝
          - ユニオン 1954
            - 朗花 1959
              - トツプシヨツト 1962
                - パワフル 1969

              - ゴールデンボツクス 1963
                - ルノアール 1969
                - シンセイリユウ 1971

              - サンダバード 1964
                - ケンセイバード 1971
                - ケンセイフラワー 1976

              - ゴールデンフエリー 1969

            - ミストシシロ 1960
              - イメージジヨー 1967
              - ビラトリタイム 1968
              - ビラトリセカンド 1971

            - ミナトオー 1963
              - ミグ 1971
              - ロムルスミドリ 1973

          - コウウン 1957
            - ベストアドミラル 1967
            - クインハピネス 1968
            - コマハヤ 1969

          - サヨフブキ 1960
          - サヨシノグ 1961
            - ハガシノグ 1966
            - ハガザクラ 1969

          - カヤヌマタリヤ 1965
          - スターローズ 1970

        - ワカクサ 1950 …28勝 阪神3歳S 神戸盃
          - パリジエンヌ 1958
            - 瑞昇 1962
            - スイエン 1971

          - ミスホウゲツ 1959
            - ホウゲツオー 牡 1964 …6勝 京成杯 東京4歳S 皐月賞2着
            - ダイホウゲツ 牡 1967 …7勝 中京記念
            - ホウゲツハード 1968
            - カーデイナル 1970
              - ズイカ 1974
              - ホウゲツザクラ 1975
                - タマモリック 1983
                  - タマモハイウェイ 1990 …6勝

          - シンワカクサ 1961
            - ワカコマチ 1965
              - ユウナス 1972

            - イワチカラ 1966
              - マルチエ 1971
                - アラカワヒメ 1977

            - カヤハヤ 1968
            - パンドラホープ 1971
            - ズイカン 1972
            - イワテキノー 1974

          - 瑞勝 1962
            - ミスコウウン 1966
            - サクセンカリナ 1969
              - サクセンランド 1973

            - ジヤネツトリン 1972
              - リユウズイシヨウ 牡 1981 …16勝（地方） 東海菊花賞 スプリングカップ 中日スポーツ杯

            - ビキニ 1974
            - ハマノドータ 1975
            - トクノシルク 1976

          - ミスフローカン 1964
            - スガスター 1969
            - フローカンボーイ 牡 1973 …5勝 スワンS

      - ナニワヒサシ 1935
      - コクチヨウ 牡 1938 …7勝
      - トツプフライト 1945 …４勝　桜花賞２着
        - タケミツ 1952
          - トツプライト 1961
            - トサタカヨシ 1970
            - カバークイン 1971
            - タカトモホープ 1972

          - オールイチ 1963

        - クインパール 1957
          - シブリセフト 1970

        - チヨフジ 1958 …7勝
          - ダイニチヨフジ 1966
            - ミスフカシ 1974

        - ナンバイチバンヒメ 1959
          - ブラツクホウゲツ 1966
            - グリーンアメリカン 1972

          - ハツピーベレン 1968
            - テルノエイト 牡 1976 …6勝 北海道3歳S シンザン記念 札幌記念
            - テルノワカクサ 1982
              - テルノウイン 1986
                - テルノエミュー 1991
                - ホクセツクリスタル 1997

              - サツマコムスメ 1989
                - オワリムスメ 1998
                - キタノサツマ 1999
                - オワリクイン 2000
                  - サファリプリンセス 2008
                  - トリプルルッツ 2009

                - アールスカーレット 2002
                - スカーレットリバー 2004

              - オークショット 1991
                - カシノティファニー 1997
                - カシノウォーニング 1999
                - トキノトップガール 2003

              - テルノヒスイ 1992
              - テルノラベンダー 1994
              - キタノコムスメ 1995
              - ハートランドヒリュ 牡 1996
              - コウエイランラン 1997
              - ミホアヤメ 1999
                - リュウワンマミサン 2014

              - アサケワカクサ 2000
              - アサケブルボン 2001

          - センコウミドリ 1969
            - グリーンホーク 1976
            - ウエストマーチン 1977
              - グランダーム 1992
                - ユメヲコワサナイデ 2003
                  - ケイティユウユー 2010
                  - プリマバレリーナ 2011

          - テイトーイチバン 1972
          - ゼアーグート 1973
          - アンデスハード 1974

        - ケンロクホマレ 牡 1960 …3勝 東海菊花賞